# 莫斯科市政廳

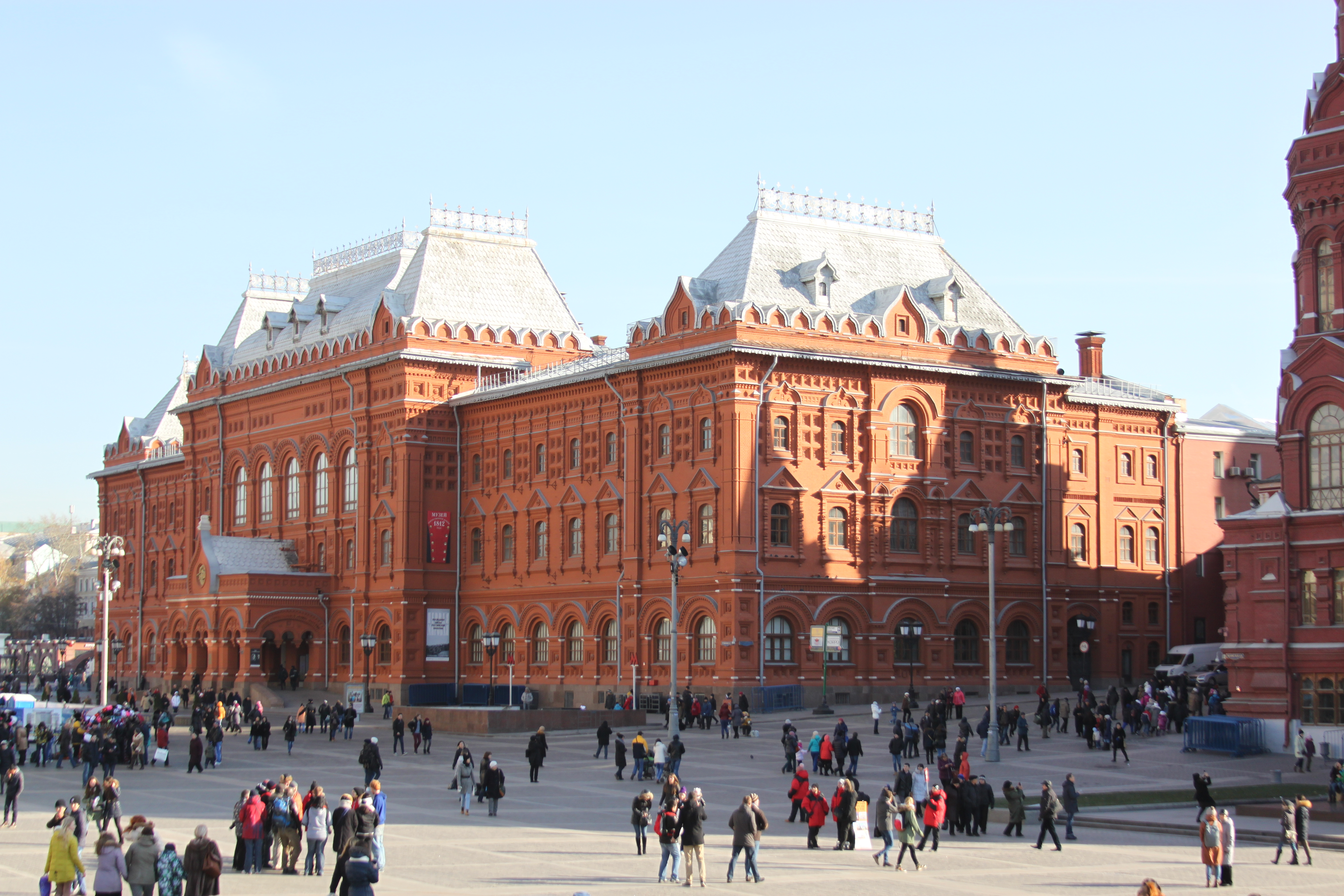

莫斯科市政廳（Moscow City Hall）是位於俄羅斯莫斯科俄羅斯國家歷史博物館東側的一座紅磚建築，是一座著名的歷史建築。莫斯科市政廳的外觀十分獨特，融合了俄羅斯復興式和新文藝復興式風格。

## 历史
莫斯科市政廳修建於19世紀後期。在蘇聯時期，莫斯科市政廳的建築被作為列寧博物館使用。蘇聯解體之後，莫斯科市政廳的建築得到修復，現在是俄羅斯國家歷史博物館的展覽場地。